# Thuwaini bin Said
Sultan Thuwaini bin Said al-Said (Arabisch  ثويني بن سعيد ال سعيد, Sayyied Thuwaynī bin Sa'id al-Sa'id) (Muscat, 19 oktober 1821 - Sohar, 11 februari 1866) ook wel Tueni, sultan van Muscat en Oman genoemd, was de derde zoon van Said bin Sultan, sultan van Muscat en Oman. Thuwaini werd geboren in Oman.
Thuwaini was getrouwd met zijn nicht Ralie (Sayyida Ghaliya bint Salim Al-Busaidiyah), dochter van de oudere broer van zijn vader Salim Ibn Sultan . Ze kregen meerdere kinderen. 
Na de dood van Said bin Sultan op Zanzibar in 1856, werd Thuwaini sultan van Muscat en Oman, terwijl zijn broer Majid de macht overnam op Zanzibar. Majid zou daarvoor jaarlijks een bedrag betalen aan Oman. Majid betaalde dit slechts een paar jaar, maar Thuwaini was niet in de positie om betaling van het veel rijkere Zanzibar af te dwingen. Dit bracht Muscat en Oman in een moeilijke financiële situatie. Thuwaini werd daardoor gedwongen om belastingen te heffen op verschillende artikelen. Dit leidde tot grote ontevredenheid en in 1866 zou hij zijn vermoord door zijn eigen zoon, Sayyid Salim bin Thuwaini.